# Cash in the Attic
Cash in the Attic is een Brits televisieprogramma dat sinds 2002 wordt uitgezonden op BBC One.
In het programma bezoekt de presentator een gezin dat geld nodig heeft voor een door het gezin gekozen doel. Dat kan van alles zijn: bijvoorbeeld een vakantie of de uitbreiding van een badkamer. Samen met het gezin en een taxateur gaat de presentator op zoek naar voorwerpen die verkocht kunnen worden. Zo'n twee weken later na de zoektocht worden de verzamelde goederen aangeboden op een veiling en wordt duidelijk of het gestelde doel gehaald wordt.

## Presentatoren en deskundigen
Het programma is door verschillende personen gepresenteerd, onder wie Ben Fogle, Jennie Bond, Lorne Spicer, Angela Rippon en Gloria Hunniford. De deskundigen zijn veelal zelf antiquair of veilingmeester. Deskundigen die meedoen aan het programma zijn onder meer Paul Hayes en Jonty Hearnden.